# Sarah Peirse
Sarah Peirse (* in Neuseeland) ist eine neuseeländische Schauspielerin, die vor allem in Filmen und Serien aus ihrem Heimatland zu sehen ist.

## Leben
Peirse steht seit 1980 vor der Kamera. Sie begann ihre Karriere in kleineren neuseeländischen, teils auch australischen Produktionen. Bekannter wurde sie 1994, als sie in dem Film Heavenly Creatures eine größere Rolle erhielt und bei den Chlotrudis Awards 1995 als Beste Nebendarstellerin nominiert wurde. 1999 hatte sie eine Hauptrolle in der Serie Dog's Head Bay, die allerdings nach nur 13 Episoden eingestellt wurde. Es folgten Gastauftritte in verschiedenen Serien, Fernseh- und Kinofilmen. Für ihre Darstellung in Rain – Regentage wurde sie 2003 erneut bei den Chlotrudis Awards als Beste Nebendarstellerin nominiert. In der Serie Old School hatte sie wieder eine Hauptrolle inne. International wurde sie durch die Rolle der „Hilda Bianca“ in den letzten beiden Teilen der Hobbit-Trilogie bekannt. Nach Heavenly Creatures war dies die zweite Zusammenarbeit mit Regisseur Peter Jackson.

## Filmografie (Auswahl)
- 1980: A Woman of Good Character
- 1985: Sylvia
- 1986: Ankunft Dienstag (Arriving Tuesday)
- 1987: Young Detectives on Wheels
- 1988: Der Navigator (The Navigator: A Medieval Odyssey)
- 1994: Heavenly Creatures
- 1996: Water Rats – Die Hafencops (Water Rats, Fernsehserie, 1 Episode)
- 1998: In Sachen Mord (Murder Call, Fernsehserie, 1 Episode)
- 1999: Dog’s Head Bay (Fernsehserie, 13 Episoden)
- 2001: Rain – Regentage (Rain)
- 2009: City Homicide
- 2013: Der Hobbit: Smaugs Einöde (The Hobbit: The Desolation of Smaug)
- 2014: Old School (Fernsehserie, 8 Episoden)
- 2014: Der Hobbit: Die Schlacht der Fünf Heere (The Hobbit: The Battle of the Five Armies)
- 2016: The Shannara Chronicles (Fernsehserie, 2 Episoden)
- 2016: Hunters (Fernsehserie, 12 Episoden)
- 2016–2017: Offspring (Fernsehserie, 13 Episoden)
- 2017: Sieben Seiten der Wahrheit (Seven Types of Ambiguity, Fernsehserie, 5 Episoden)
- 2017–2019: The Letdown (Miniserie, 8 Episoden)
- 2018: Mortal Engines: Krieg der Städte (Mortal Engines)
- 2020: Stateless (Fernsehserie, 5 Episoden)
- 2021: Sweet Tooth (Fernsehserie, 3 Episoden)
- 2024: Went Up the Hill